# RR Геркулеса
RR Геркулеса (лат. RR Herculis), HD 144578 — двойная звезда в созвездии Геркулеса на расстоянии приблизительно 3 945 световых лет (около 1 210 парсек) от Солнца. Видимая звёздная величина звезды — от +13,5m до +8,8m.

## Характеристики
Первый компонент — оранжево-красный гигант*, углеродная пульсирующая полуправильная переменная звезда типа SRB (SRB) спектрального класса C5,7e-C8,1e(N0e), или C7,1, или C7,2e, или C(N2), или SC5,5-C71e, или SC5,5-10, или M0, или K5p, или K5. Масса — около 2,372 солнечной, радиус — около 204,978 солнечного, светимость — около 1865,428 солнечной. Эффективная температура — около 3750 K.
Второй компонент — коричневый карлик. Масса — около 44,08 юпитерианской. Удалён в среднем на 1,995 а.е..